# بیش‌یادآوری
بیش‌یادآوری یا هایپرتایمزیا (به انگلیسی: Hyperthymesia) که همچنین به عنوان سندرم هایپرتایمستیک یا حافظه اتوبیوگرافیک بسیار برتر (H-SAM) شناخته می‌شود، وضعیتی غیرطبیعی است که افراد می‌توانند تعداد زیادی از تجربیات زندگی خود را با جزئیات واضح به خاطر بسپارند. این بیماری فوق‌العاده نادر است و تا سال ۲۰۲۱ تنها 62 نفر در جهان به این عارضه مبتلا شده‌بودند. فرد مبتلا به هیپرتایمزیا دارد هیپرتایمزیاک نامیده می‌شود و این افراد حافظه سرگذشتی بسیار دقیقی دارد.
عصب شناسان آمریکایی الیزابت پارکر، لری کیهیل و جیمز مک گاگ (۲۰۰۶) دو ویژگی تعیین‌کننده هیپرتایمزیا را شناسایی کردند: صرف زمان بسیار زیاد به فکر کردن دربارهٔ گذشته خود و داشتن یک توانایی فوق‌العاده در به یاد آوردن وقایع خاص گذشته. کلمه "hyperthymesia" از یونانی باستان: hyper- «بیش از حد» و thymesis «به یاد آوردن» مشتق شده‌است.

## علل
به دلیل کم شمار بودن مبتلایان به هایپرتایمزیا، اطلاعات نسبتاً کمی در مورد فرآیندهای حاکم بر این توانایی وجود دارد. با این حال، تحقیقات بیشتر بر روی این وضعیت در حال گسترش است.

### روان‌شناسی
پیشنهاد شده‌است که رمزگذاری اولیه رویدادها توسط چنین افرادی شامل پردازش معنایی است و بنابراین از نشانه‌های معنایی در بازیابی حافظه استفاده می‌شود. تحقیقات نشان می‌دهند، حافظه به صورت اپیزودیک بازیابی و از الگوی مشابه «مدل فعال‌سازی در حال پخش» پیروی می‌کند. این امر به ویژه در مورد جیل پرایس مشهود است. او توضیح می‌دهد که چگونه یک خاطره، خاطرهٔ دیگری را تحریک می‌کند و چگونه او در متوقف کردن این فرایند ناتوان است: «مثل یک صفحه نمایش دوتکه است؛ من با کسی صحبت می‌کنم و چیز دیگری را می‌بینم.» این تئوری توضیح می‌دهد که چرا هیپرتایمیست‌ها در طول یادآوری هم حس «دانستن» (حافظه معنایی) و هم «به خاطر سپردن» (حافظه اپیزودیک) را دارند.
یکی از محققان ادعا می‌کند که هیپرتایمزیا ممکن است نتیجه مرور مداوم خاطرات در نتیجه اختلال وسواسی-جبری ایجاد شده باشد. با این حال، پرایس این مقاله را به‌طور کامل رد کرده و آن را «باری از مزخرفات» دانسته‌است، همچنین سایرین مبتلایان به هیپرتایمزیا ادعا می‌کنند که هرگز خاطرات بی‌حادثه را مرور نمی‌کنند. یافته‌های دیگر نشان داده‌اند که تمایل به جذب اطلاعات جدید و خیال‌پردازی در افراد هیپرتایمستیک بیشتر از بقیه افراد دیده می‌شود. این ویژگی‌ها، جذب و خیال‌پردازی، همچنین با آزمونی که حافظه زندگی‌نامه‌ای برتر را در نمونه هیپرتایمستی اندازه‌گیری می‌کند، همبستگی دارد.
مک‌گاگ این ایده را رد می‌کند که سندرم هیپرتایمستیک را می‌توان به راحتی توضیح داد. او استدلال می‌کند که هیچ چیز توضیح نمی‌دهد که چگونه آزمودنی‌ها می‌توانند تا این حد از وقایع زندگی را خاطر بسپارند: «شما باید فرض کنید که آنها هر روز خاطراتشان را در ذهن مرور می‌کنند… احتمال این توضیح با نگاه کردن به شواهد موجود بسیار اند است.»

### بیولوژیکی
یک مطالعه MRI که روی این بیماران انجام شد، استدلال قابل قبولی در مورد دلایل عصبی این بیماری ارائه می‌دهد. هر دو لوب گیجگاهی و هسته دم‌دار بزرگ شده بودند.
پارکر و همکارانش حدس زدند که یک مدار پیشانی-استریتالِ معیوب می‌تواند مسئول نقص عملکرد اجرایی مشاهده شده در هیپرتایمزیا باشد. این مدار در برخی از اختلالات عصبی رشدی از جمله اختلال وسواسی-جبر و آلزایمر نقش اساسی دارد. با توجه به شباهت‌ها در برخی جنبه‌های رفتار، توانایی‌های این بیماران احتمالاً ناشی از رشد عصبی غیر معمول است. اکنون دانشمندان باید بررسی کنند که آیا و چگونه این نواحی مغز به هم متصل هستند تا یک مدل عصبی منسجم برای حافظه زندگی‌نامه‌ای برتر ایجاد کنند.
برای حافظه اتوبیوگرافیک، هیپوکامپ، واقع در لوب گیجگاهی داخلی، در رمزگذاری حافظه آشکار (حافظه برای حقایق و رویدادها) و قشر گیجگاهی در ذخیره چنین حافظه ای نقش دارند. هسته دم‌دار در درجه اول با حافظه رویه‌ای، به ویژه شکل‌گیری عادت مرتبط است، و بنابراین، به‌طور ذاتی با اختلال وسواس فکری-اجباری مرتبط است.